# Lua (godin)
Lua was een godin in de Romeinse mythologie. Uit de teksten van Titus Livius (bijvoorbeeld: Ab Urbe Condita, Liber VIII, 1) weten we dat soldaten buitgemaakte wapens van vijandelijke strijders offerden aan Lua. Zij werd soms "Lua Mater" of "Lua Saturni" genoemd en die laatste benaming maakt haar een gemalin van Saturnus. Het is mogelijk dat Lua slechts een alternatieve naam was voor de Romeinse godin Ops.